# Gmina Przytyk
Die Gmina Przytyk ist eine Stadt-und-Land-Gemeinde (gmina miejsko-wiejska) im Powiat Radomski der Woiwodschaft Masowien in Polen. Ihr Sitz ist die gleichnamige Stadt mit etwa 1000 Einwohnern.

## Geographie
Die Gemeinde liegt im Süden der Woiwodschaft, zehn Kilometer westlich von Radom und etwa 80 Kilometer südlich von Warschau. Nachbargemeinden sind Potworów, Przysucha, Radzanów, Stara Błotnica, Wieniawa, Wolanów und Zakrzew.

## Geschichte
Die Landgemeinde wurde 1973 aus verschiedenen Gromadas wieder gebildet. Ihr Gebiet gehörte bis 1975 zur Woiwodschaft Kielce. Es kam dann bis 1998 zur Woiwodschaft Radom, der Powiat wurde in dieser Zeit aufgelöst. Zum 1. Januar 1999 kam die Gemeinde zur Woiwodschaft Masowien und zum wiedererrichteten Powiat Radomski.
Przytyk (jiddisch פשיטיק) wurde während der deutschen Besatzungszeit vollkommen zerstört. Zum 1. Januar 2024 erhielt es sein zum 13. Januar 1870 entzogenes Stadtrecht wieder, wodurch die Gemeinde von einer gmina wiejska (Landgemeinde) zu einer gmina miejsko-wiejska wurde.

## Gliederung
Zur Stadt-und-Land-Gemeinde Przytyk gehören folgende 26 Ortschaften mit einem Schulzenamt:
Domaniów
Dęba
Glinice
Goszczewice
Jabłonna
Kaszewska Wola
Krzyszkowice
Młódnice
Maksymilianów
Oblas
Ostrołęka
Podgajek
Posada
Potkanna
Przytyk
Słowików
Stefanów
Studzienice
Sukowska Wola
Suków
Wola Wrzeszczowska
Wólka Domaniowska
Wrzeszczów
Wrzos
Wygnanów
Żerdź
Weitere Orte der Gemeinde sind:
Borowiec Pierwszy
Duży Las
Gaczkowice
Jadwiniów
Jagodno
Mścichów
Oblas
Podgajek-Kolonia
Sewerynów
Stary Młyn
Witoldów
Zameczek
Zameczek-Kolonia